# Tohru Ukawa
Tohru Ukawa 宇川徹, Ukawa Tohru (18 de maio de 1973) é um ex-motociclista japonês.

## Carreira
Tohru Ukawa começou na MotoGP, nas 250cc em 1994.